# Ciclone Freddy
Ciclone tropical muito intenso Freddy foi um ciclone tropical exceptionalmente de longa vida, poderoso e tempestade mortal que atravessou o Oceano Índico Sul por mais de cinco semanas em fevereiro e março de 2023. Freddy foi ambos o ciclone mais duradouro e que produziu o índice de Energia Ciclônica Acumulada (ECA) mais alto jamais registrado em todo o mundo. Foi a quarta tempestade nomeada da temporada de ciclones na região da Austrália de 2022-2023 e o segundo ciclone tropical muito intenso da temporada de ciclones no Índico Sudoeste de 2022-2023.
Freddy inicialmente desenvolveu-se como um distúrbio embutido na cavado de monção em 4 de fevereiro de 2023. Enquanto na bacia do ciclone da região da Austrália, a tempestade se intensificou rapidamente e se tornou um ciclone tropical severo de categoria 4, antes de se mover para a bacia do Oceano Índico Sudoeste, onde se intensificou ainda mais. O Joint Typhoon Warning Center (JTWC) estimou ventos sustentados de 1 minuto de 145 kn (269 km/h; 167 mph) no pico de força de Freddy, equivalente à intensidade de categoria 5 na escala Saffir-Simpson. Em 19 de fevereiro, a Météo-France (MFR) elevou-o para um ciclone tropical muito intenso, ventos estimados de 10 minutos de 120 kn (220 km/h; 140 mph). Freddy fez seu primeiro desembarque perto de Mananjary, Madagáscar. A tempestade enfraqueceu rapidamente por terra, mas voltou a se fortalecer no Canal de Moçambique. Pouco depois, Freddy fez um segundo desembarque ao sul de Vilanculos, Moçambique, antes de enfraquecer rapidamente. Inesperadamente, o sistema conseguiu sobreviver à sua passagem a Moçambique e voltou a emergir no canal a 1 de março. Logo depois, Freddy foi reclassificado como um ciclone tropical pelo MFR. No decurso de 10 dias, Freddy rapidamente intensificou-se em duas ocasiões, por fim abrandando para uma posição semiestacionária perto de Quelimane, Moçambique. Movendo-se noroeste para dentro de terra, a tempestade finalmente perdeu intensidade e dissipou-se sobre Moçambique em 15 de março.
Os preparativos para a tempestade nas Ilhas Mascarenhas incluíram cancelamento de voos, alertas de ciclone e pessoal sendo preparado para as consequências, entre outras coisas. Em Madagáscar, temia-se que áreas previamente afetadas pelos ciclones Batsirai e Cheneso piorassem com a chegada da tempestade. De 20 a 21 de fevereiro, Freddy contornou Maurícia e Reunião ao norte, trazendo ventos fortes e condições climáticas adversas. Um navio de bandeira do Taiwan com 15 tripulantes ficou desaparecidas a noroeste da Maurícia. O ciclone atingiu o sudeste de Madagáscar, danificando muitas casas. Os impactos em Moçambique foram mais severos que em Madagáscar, e incluíram chuvas fortes na metade sul do país e infraestruturas amplamente danificadas. Algumas partes do país receberam mais de 300 mm (12 in) de chuva. Efeitos em Moçambique foram ampliados depois do segundo desembarque com enchentes adicionais e danos pelo vento.
O mais atingido foi o Malawi, onde as chuvas incessantes provocaram inundações catastróficas, com Blantyre a sofrer o maior impacto. A rede elétrica do país foi danificada, com a sua barragem hidrelétrica inoperante. No total, O ciclone matou pelo menos 560 pessoas: 438 no Malawi, 86 em Moçambique, 17 Em Madagáscar, 17 nas Maurícias (incluindo 16 num naufrágio ao largo da costa) e 2 no Zimbabué. Os impactos generalizados e prolongados provocaram extensos esforços de Socorro das nações afetadas e de várias agências intergovernamentais. O UNICEF e o PAM forneceram itens de socorro aos afetados, bem como abrigos temporários. A segurança alimentar era particularmente preocupante, com milhões de outros em risco. Sobreviventes do ciclone foram encontrados desesperadamente cavando escombros com as próprias mãos na esperança de encontrar outros sobreviventes.

## História meteorológica

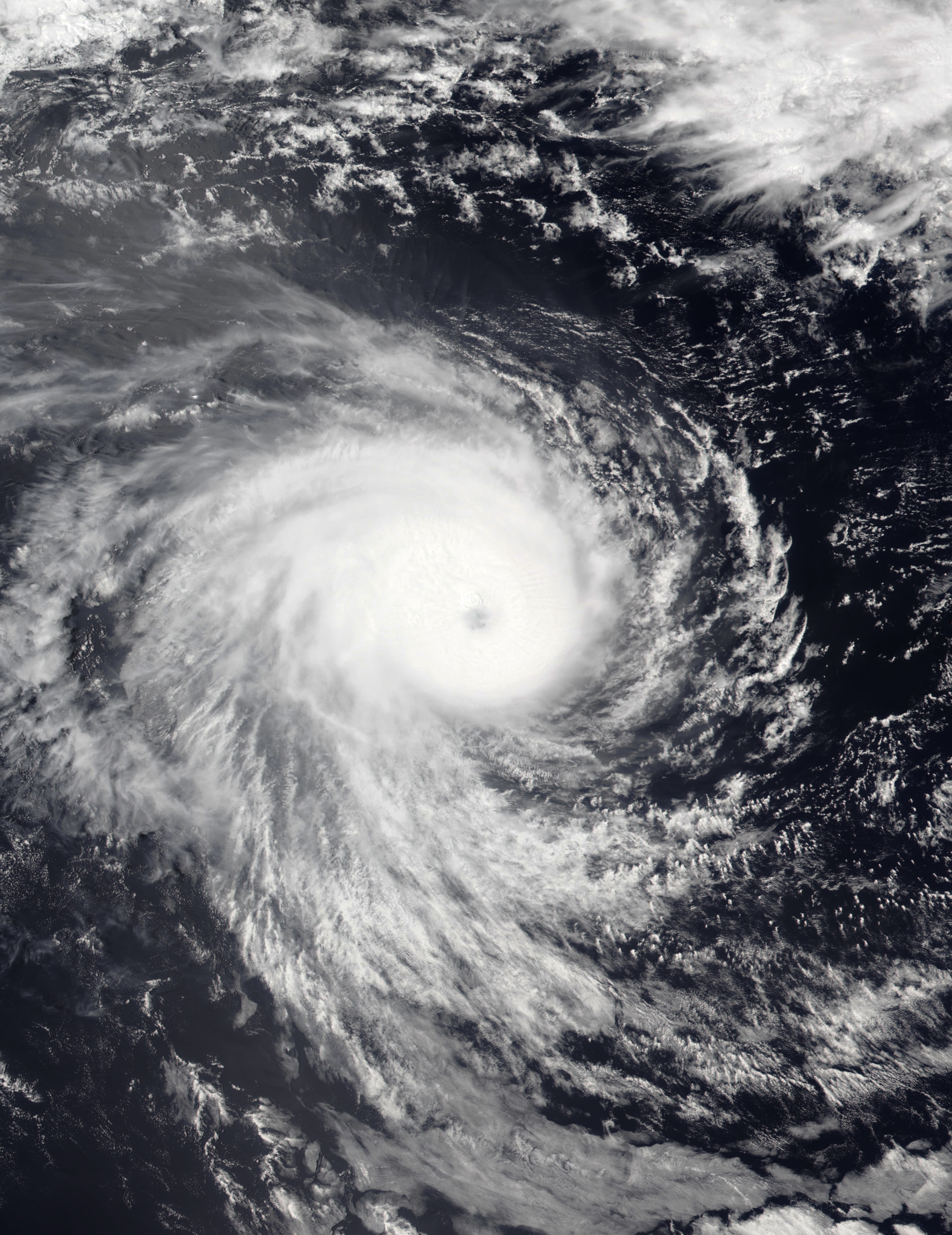
Severo ciclone tropical Freddy em seu segundo pico na bacia da região australiana em 12 de fevereiro

Em 30 de janeiro, o Australian Bureau of Meteorology (BoM) monitorizou uma baixa tropical em desenvolvimento no Mar de Timor. O BoM designou baixa tropical 13U em 4 de fevereiro e, mais tarde naquele dia, atualizou-o para um ciclone tropical de categoria 1, nomeando-o Freddy. No mesmo dia, o Joint Typhoon Warning Center (JTWC) classificou o sistema como ciclone tropical 11S. O BoM posteriormente atualizou Freddy para um ciclone tropical de categoria 2. Freddy atingiu o intensidade de ciclone da categoria 3. O ciclone começou a mostrar uma característica ocular visível nas imagens de micro-ondas. Freddy enfraqueceu ligeiramente devido ao CDO e a uma área persistente de nuvens frias. O JTWC avaliou que os ventos de Freddy atingiram o máximo de 150 km/h (90 mph). Freddy voltou a enfraquecer numa tempestade tropical, e o BoM estimou ventos de 100 km/h (65 mph), o enfraquecimento resultante do cisalhamento do vento de Leste. Freddy intensificou-se ainda mais para um ciclone tropical severo de categoria 4 devido à presença de um olho bem definido rodeado por convecção profunda. Freddy gradualmente se tornou desorganizado, com o seu olho não mais bem definido. Em 14 De fevereiro, Freddy atravessou 90 e para a bacia do Sudoeste do Oceano Índico e foi imediatamente classificado como um ciclone tropical pela MFR.
O JTWC avaliou Freddy como tendo ventos máximos sustentados de 1 minuto de 145 kn (269 km/h; 167 mph), tornando a tempestade um ciclone tropical equivalente à categoria 5. Mais tarde naquele dia seguinte, Freddy foi atualizado para um ciclone tropical muito intenso. Por volta das 19h00, horário local, em 21 de fevereiro, o ciclone fez seu primeiro desembarque perto de Mananjary, Madagáscar. Durante o dia 22 de fevereiro, Freddy melhorou significativamente em organização enquanto se movia para sudoeste através do Canal de Moçambique. Freddy voltou a se fortalecer em uma tempestade tropical moderada depois que a convecção começou a aumentar rapidamente. Freddy se fortaleceu ainda mais, marcando a sua intensificação em uma tempestade tropical forte. Freddy continuou a se organizar com bandas convectivas envolvendo o centro. Por volta das 12:00 UTC de 24 de fevereiro, o MFR informou que Freddy havia feito um segundo desembarque ao sul de Vilanculos, Moçambique, com 10 ventos sustentados de 45 kn (83 km/h; 52 mph). Freddy enfraqueceu rapidamente à medida que se movia para o oeste e mais para o interior, enfraquecendo para uma depressão terrestre por volta das 18:00 UTC daquele dia. Embora o MFR tenha parado de emitir alertas em 25 de fevereiro, eles ainda estavam monitorando e previram que a baixa remanescente provavelmente se desenvolveria novamente em um sistema tropical. Freddy ressurgiu sobre o Canal de Moçambique, o MFR retomou os alertas sobre o sistema como distúrbio tropical em 2 de março.
Ao longo do dia seguinte, Freddy foi rebaixado para estado de zona de clima perturbado. Uma passagem ASCAT-C mostrou ventos abaixo da força do vendaval em seu quadrante sul, levando o MFR a classificar a tempestade como uma tempestade tropical moderada. Freddy se fortaleceu para uma tempestade tropical forte ao se aproximar da costa de Madagáscar. Imagens de satélite mostraram que um olho mal definido era visível, e Freddy se intensificou ainda mais em um ciclone tropical. Freddy enfraqueceu rapidamente como resultado da presença de maior cisalhamento do vento, bem como da intrusão de ar seco. Mais tarde, no dia seguinte, a tempestade enfraqueceu para 60 kn (110 km/h; 69 mph). Freddy atingiu a sua terceira costa em Quelimane, Província da Zambézia, Moçambique, com ventos sustentados de 80 kn (150 km/h) em 11 de março. O sistema degradou-se gradualmente e a MFR deixou de o monitorizar como ciclone tropical em 13 de Março. Durante o dia 15 de março, o MFR informou que os restos de Freddy tinham finalmente se dissipado.

## Preparações

### Maurícia
Um aviso de ciclone classe I foi emitido em Rodrigues e, posteriormente, um aviso de ciclone classe II foi emitido. Os voos de Rodrigues para Saint-Denis, Reunião, foram cancelados ou remarcados devido ao mau tempo. O primeiro-ministro Pravind Jugnauth afirmou isso durante um discurso de rádio e televisão pedindo vigilância e cautela. Os Serviços Meteorológicos de Maurícia (MMS) emitiram um alerta de ciclone classe III, estimando que as rajadas centrais de Freddy podem atingir até 161 kn (298 km/h; 185 mph). O país também fechou a sua bolsa de valores quando a tempestade se aproximou. Um total de 1.019 pessoas buscaram refúgio em abrigos públicos.

### Reunião

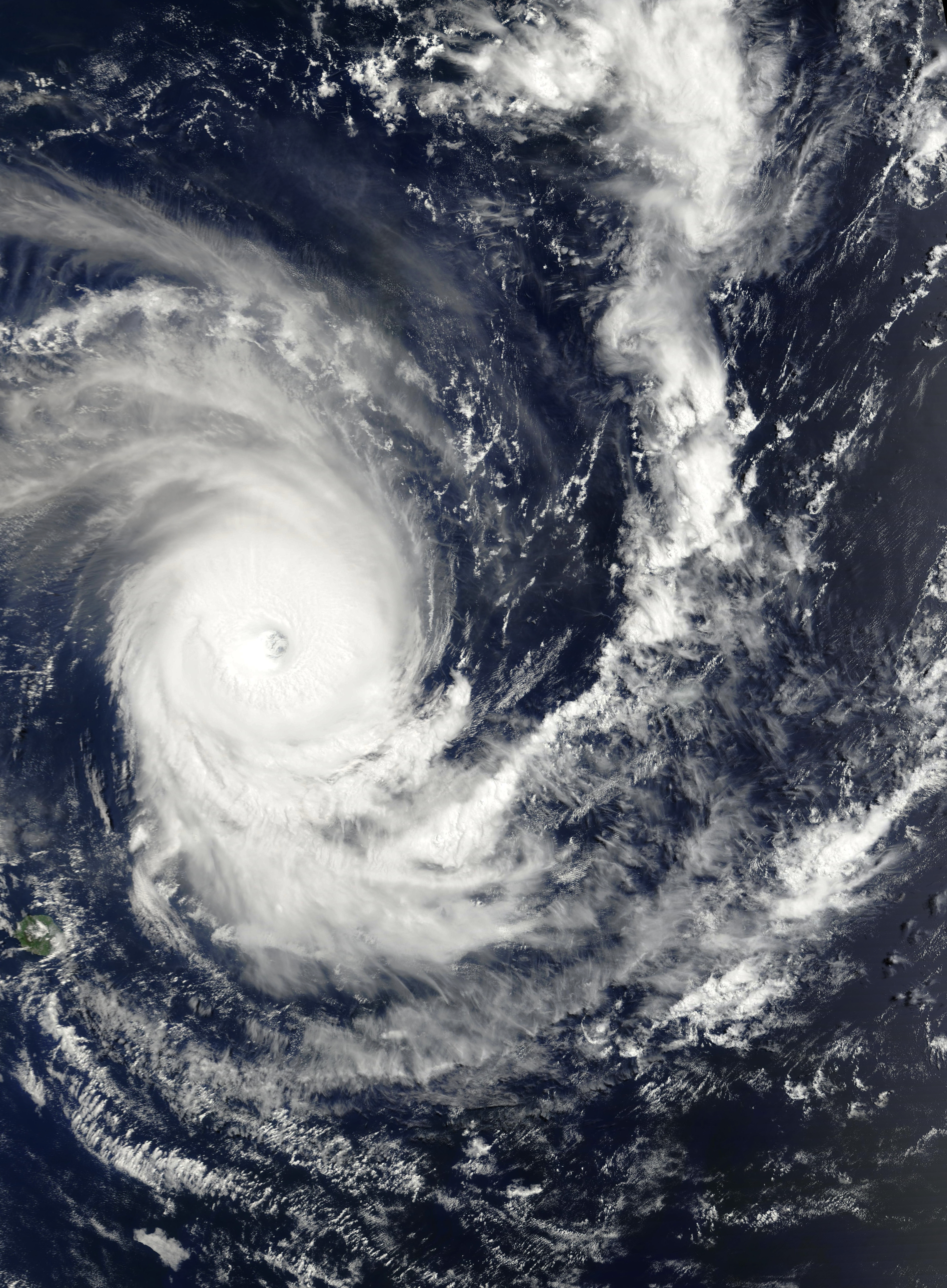
Ciclone Freddy passando pelas Ilhas Maurício em 20 de fevereiro

Em 18 de fevereiro, um pré-alerta de ciclone amarelo foi emitido para a ilha de Reunião pelo MFR. No dia seguinte, isso foi atualizado para um alerta laranja que levou todas as escolas a fechar. Pacientes hospitalares cujas condições não exigiam tratamento imediato deveriam voltar para casa, enquanto aqueles com necessidades de cuidados mais intensivos deveriam ser transportados para instalações designadas. A empresa de energia da ilha, EDF La Réunion, preparou 200 funcionários com mais 100 pessoas de empresas subcontratadas para reparos imediatos assim que as condições da tempestade diminuíssem. Os centro de atendimento telefónico contavam com 60 funcionários adicionais. A empresa também preparou 50 veículos, equipamentos elétricos, 15 geradores e 4 helicópteros para uso. Moradores em áreas duramente atingidas pelo ciclone Batsirai em fevereiro de 2022 preocupados com danos exacerbados com a chegada de Freddy. As autoridades de Le Tampon estavam se mobilizando para a chegada do sistema.
O alto mar levou ao fechamento da Nouvelle route du Littoral com autocarros de transporte estabelecidos para transportar residentes por rotas interiores de e para comunidades no norte e oeste. Em 20 de fevereiro, o Régiment du Service Militaire Adapté de La Réunion mobilizou 250 pessoas para os esforços de socorro. Todos os serviços no aeroporto Roland Garros foram suspensos no mesmo dia, sendo retomados após a passagem do ciclone. Um alerta vermelho para inundações costeiras foi emitido para áreas entre Champs Borne e Pointe des Cascades. A cidade de Saint-Benoît abriu dois abrigos públicos e fechou todas as instalações esportivas. Autoridades em Saint-Pierre adiaram um carnaval local por mais de duas semanas.

### Madagáscar

Ciclone Freddy se aproximando de Maurício em 19 de fevereiro.

O ciclone Freddy ameaçou áreas de Madagáscar ainda sofrendo com os impactos sucessivos dos ciclones Batsirai e Emnati em 2022; 874 000 pessoas permanecem em situação de insegurança alimentar na região. Medair observou que a região estava sofrendo de um aumento da desnutrição infantil decorrente de uma resposta humanitária inadequada aos ciclones mencionados. Em 18 de fevereiro, a Direção Geral de Meteorologia emitiu alertas para a região de Analanjirofo e Sava, aconselhando os moradores a tomarem precauções, pois o ciclone deveria atingir a costa. Na área de desembarque, o serviço meteorológico de Madagáscar notou que "chuvas torrenciais" e "mares muito altos a enormes" eram motivo de preocupação. O governo de Madagascar pré-posicionou 120 toneladas de arroz para áreas ameaçadas por Freddy. Serviços de transporte e escolas foram fechados em 21 de fevereiro. Moradores em risco de Freddy colocaram sacos de areia sobre os telhados de suas casas para reforço.
A Federação Internacional das Sociedades da Cruz Vermelha e do Crescente Vermelho (IFRC) em Madagascar anunciou que estava se preparando para o ciclone. A Météo-France observou em 19 de fevereiro que as acumulações de 200 mm foram possíveis para as regiões do sul de Madagáscar. O Sistema Global de Alerta e Coordenação de Desastres estimou que mais de 2,2 milhões de pessoas seriam afetadas pela tempestade de Freddy e pelas inundações no país. Barracas, cordas, moto-serras e outros suprimentos foram enviados pelo Escritório Nacional de Gerenciamento de Riscos e Desastres (BNGRC) para os distritos do leste. O Escritório das Nações Unidas para a Coordenação de Assuntos Humanitários (OCHA) e seus parceiros enviaram 80 funcionários humanitários para Mahanoro, Mananjary e Manakara e colocaram duas aeronaves em espera. A agência não conseguiu alocar suprimentos de emergência suficientes devido à falta de financiamento e à escassez do ciclone Cheneso no mês anterior. Medair já tinha escritórios de campo após o ciclone Cheneso no sul e sudeste de Madagáscar. A ênfase foi colocada no fornecimento de água potável e kits de emergência para residentes em Marondava e Maroansetra. Pelo menos 7.000 pessoas foram evacuadas preventivamente de regiões costeiras em risco antes da chegada de Freddy.

### Moçambique

#### Primeira chegada
Relatórios locais estimaram que mais de 600 000 pessoas seriam afetadas no país apenas pelo ciclone. As previsões de precipitação atingiram 200–300 mm a sul da Beira na província de Inhambane, com 400 mm localmente. No geral, foi previsto um mês de chuva. O serviço meteorológico nacional do país emitiu um alerta vermelho em 21 de fevereiro. Temia-se também que as chuvas intensas e prolongadas de Freddy piorassem as inundações nas áreas central e norte, afetando até 1,75 milhão de pessoas, essas chuvas também causaram deslizamentos de terra mortais. Equipes de resgate, suprimentos de comida, tendas e barcos foram colocados no local para apoiar as consequências.

#### Segunda chegada
Durante março de 2023, quando Freddy se aproximou pela segunda vez, o Instituto Nacional de Meteorologia de Moçambique (INAM) previu chuvas torrenciais de mais de 200 mm em 24 horas nas províncias de Manica, Sofala, Tete e Zambézia. Previa-se que o pico de precipitação se situe entre 400–500 mm. De acordo com o Instituto Nacional de gestão e redução de Riscos de catástrofes (INGD), cerca de 565 000 pessoas estavam em risco, embora um alerta de catástrofes liderado pelas Nações Unidas e pela União Europeia previsse que 2,3 milhões estavam em risco. Milhares foram transferidos para abrigos de evacuação por precaução.

### Malawi
Esperava-se que o ciclone Freddy atingisse o Malawi e trouxesse consigo chuvas torrenciais e ventos prejudiciais para a região sul. As previsões previram que as acumulações de precipitação poderiam atingir 400–500 mm. O Ministério da Educação ordenou a suspensão de todas as classes nos distritos em risco.

## Impactos
Em geral, Freddy produziu chuvas extraordinariamente fortes, principalmente em Moçambique e Malawi. Ventos fortes também atingiram áreas e a infraestrutura sofreu fortes impactos devido a inundações excessivas. A estagnação de Freddy sobre Moçambique e Malawi agravou imensamente as chuvas.

### Madagáscar
Os danos foram menores do que o esperado devido aos ventos mais fracos de Freddy do que o previsto inicialmente. Freddy fez seu primeiro landfall perto de Mananjary, que ainda estava se recuperando de Batsirai um ano antes. No total, mais de 14 mil casas foram afetadas, com 5,5 mil destruídas, 3 079 inundadas e pelo menos 9 696 danificadas. Pelo menos 24 358 pessoas foram deslocadas, com mais de 12 mil somente em Mananjary. Freddy também deixou 79 escolas sem teto, danificou mais 37 e destruiu outras seis. Os efeitos da tempestade causaram a fuga de mais de 11 mil pessoas. A zona de impacto de Freddy incluiu 13-15 municípios. Cerca de 16 km² de terra foram inundados de acordo com a UNOSAT. No geral, o ciclone foi responsável por 17 mortes. 64 toneladas de rações de ajuda alimentar foram disponibilizadas após a morte de Freddy. Vários locais de abrigo foram abertos, muitos sendo desocupados um dia após a tempestade. O Programa Alimentar Mundial ofereceu milhares de refeições quentes aos que se encontravam em abrigos. A assistência financeira foi planejada para ser fornecida a 100 mil pessoas por até 2 meses e assistência alimentar a 40 mil por 3 meses.

### Moçambique
O ciclone Freddy fez o seu segundo landfall ao sul de Vilanculos, província de Inhambane, causando fortes chuvas, ventos fortes e mar agitado. A UNICEF forneceu suprimentos de purificação de água, itens médicos, tendas e kits de higiene, entre outras coisas, para ajudar famílias e crianças. Alguns danos foram relatados, principalmente devido à queda de árvores e telhados. A infraestrutura e os serviços públicos também sofreram danos generalizados, incluindo 55 unidades de saúde e 1 012 escolas. Pelo menos dez pessoas morreram no país. Mais de 166,6 mil foram afetados. Grande parte da metade sul do país registrou chuvas totalizando 200 mm a 500 mm. Milhares de casas foram danificadas, com aproximadamente 28,3 mil destruídas. As estradas nas províncias de Maputo, Inhambane, Gaza, Manica e Sofala foram danificadas. Mais de 38,1 mil hectares de cultivos foram afetados e mais de 18,7 mil hectares de cultivos foram perdidos.